# Agostinho Oliveira
Agostinho Vieira de Oliveira (ur. 5 lutego 1947 w Póvoa de Lanhoso) – portugalski piłkarz występujący na pozycji obrońcy. Trener piłkarski.

## Kariera piłkarska
Oliveira karierę rozpoczynał w 1967 roku w zespole SC Braga. W 1968 roku odszedł do Académiki Coimbra. W 1969 roku zdobył z nią Puchar Portugalii. W 1970 roku wrócił do Bragi. W 1977 roku, a także w 1982 roku wystąpił z nią w przegranym finale Pucharu Portugalii. W 1982 roku zakończył karierę.

## Kariera trenerska
Po zakończeniu kariery Oliveira został asystentem trenera SC Braga. Pracował tam przez dwa lata. W 2000 roku został trenerem reprezentacji Portugalii U-21, a w 2002 roku tymczasowym selekcjonerem pierwszej reprezentacji Portugalii. W roli tej zadebiutował 7 września 2002 roku w zremisowanym 1:1 towarzyskim meczu z Anglią. Portugalię poprowadził jeszcze w trzech towarzyskich spotkaniach, w październiku z Tunezją (1:1) i Szwecją (3:2) oraz w listopadzie ze Szkocją (2:0).
Potem Oliveira ponownie trenował kadrę U-21. W latach 2008–2010 był także asystentem Carlosa Queiroza w pierwszej reprezentacji. We wrześniu 2010 roku ponownie został jej tymczasowym selekcjonerem. Drużynę Portugalii poprowadził w dwóch meczach eliminacji Mistrzostw Europy 2012, z Cyprem (4:4) i Norwegią (0:1).

## Źródła
- Profil na eu-football.info (ang.)